# Spartak Charków
Spartak Charków (ukr. «Спартак» Харків) – ukraiński klub piłkarski z siedzibą w mieście Charków, w północno-wschodniej części kraju, założony w 1922.

## Historia
Chronologia nazw:
- 1922: Spartak Charków (ukr. «Спартак» Харків)

Piłkarska drużyna Spartak została założona w Charkowie w 1922 roku przy Komitecie Centralnym LKSMU. Spartak był najpopularniejszym charkowskim klubem piłkarskim w okresie przedwojennym, choć początkowo nie posiadał własnego stadionu i musiał grać na stadionach Metalist, Silmasz i Dynamo. W 1922 roku zespół w mistrzostwach Charkowa zajął czwarte miejsce w klasie B, za drużynami Junyj Metalist, Parowiznyk i Bałabanowci.
Wiosną 1936 zespół debiutował w Grupie W Mistrzostw ZSRR, w której zajął 6 miejsce, a jesienią 1936 był drugim. W 1936 również startował w rozgrywkach Pucharu ZSRR. W 1937 po raz trzeci startował w Grupie W, zajmując 7.miejsce, a w Pucharze ZSRR dotarł do ćwierćfinału.
W 1938 roku, po reformie systemu lig ZSRR, awansował do Grupy A, jednak nie utrzymał się w niej. Zajął 21 miejsce i spadł do Grupy B. W 1939 roku zakończył rozgrywki w Grupie B na 18 pozycji. Zgodnie z regulaminem 12 najgorszych drużyn mistrzostw utraciło status drużyny mistrzów, a wśród nich znalazł się Spartak. Zespół stracił wszystkich czołowych zawodników i kolejny sezon 1940 spędził w drugiej grupie mistrzostw Charkowa. W 1941 roku doszło do ponownej reorganizacji Mistrzostw ZSRR, zdecydowano, że Charków w Grupie A będzie reprezentowany przez Spartak. Tak naprawdę był to nowy zespół, w którym prawie nie było zawodników z poprzednich lat. Trzon drużyny stanowili zawodnicy rozwiązanych drużyn charkowskich Dynamo i Silmasz. W tabeli klub zajmował 14 pozycję, jednak II wojna światowa przeszkodziła zakończyć rozgrywki.
Po zakończeniu wojny drużyna nie brała udziału w ogólnokrajowych turniejach mistrzostw ZSRR, lecz występowała w mistrzostwach Charkowa. Wiadomo, że klub brał udział w rozgrywkach Pucharze Ukraińskiej SRR wśród drużyn kultury fizycznej w 1959 roku oraz w mistrzostwach Ukraińskiej SRR 1957, 1957 i 1975.
Później występował tylko w rozgrywkach lokalnych.

## Sukcesy
- Klasa A Mistrzostw ZSRR:
  - 21 miejsce (1x): 1938
- Puchar ZSRR:
  - ćwierćfinalista (1x): 1937
- Mistrzostwa Ukraińskiej SRR:
  - mistrz (1x): 1959 (3 strefa)
  - wicemistrz (1x): 1941
- Puchar Ukraińskiej SRR wśród drużyn kultury fizycznej:
  - 1/16 finału (1x): 1959
- Mistrzostwa obwodu charkowskiego:
  - wicemistrz (1x): 1953
- Puchar obwodu charkowskiego:
  - zdobywca (2x): 1958, 1959
- Mistrzostwa Charkowa:
  - mistrz (1x): 1938 (w)

## Inne
- Metalist Charków
- Serp i Mołot Charków